# Reale Istituto d'Incoraggiamento di Napoli

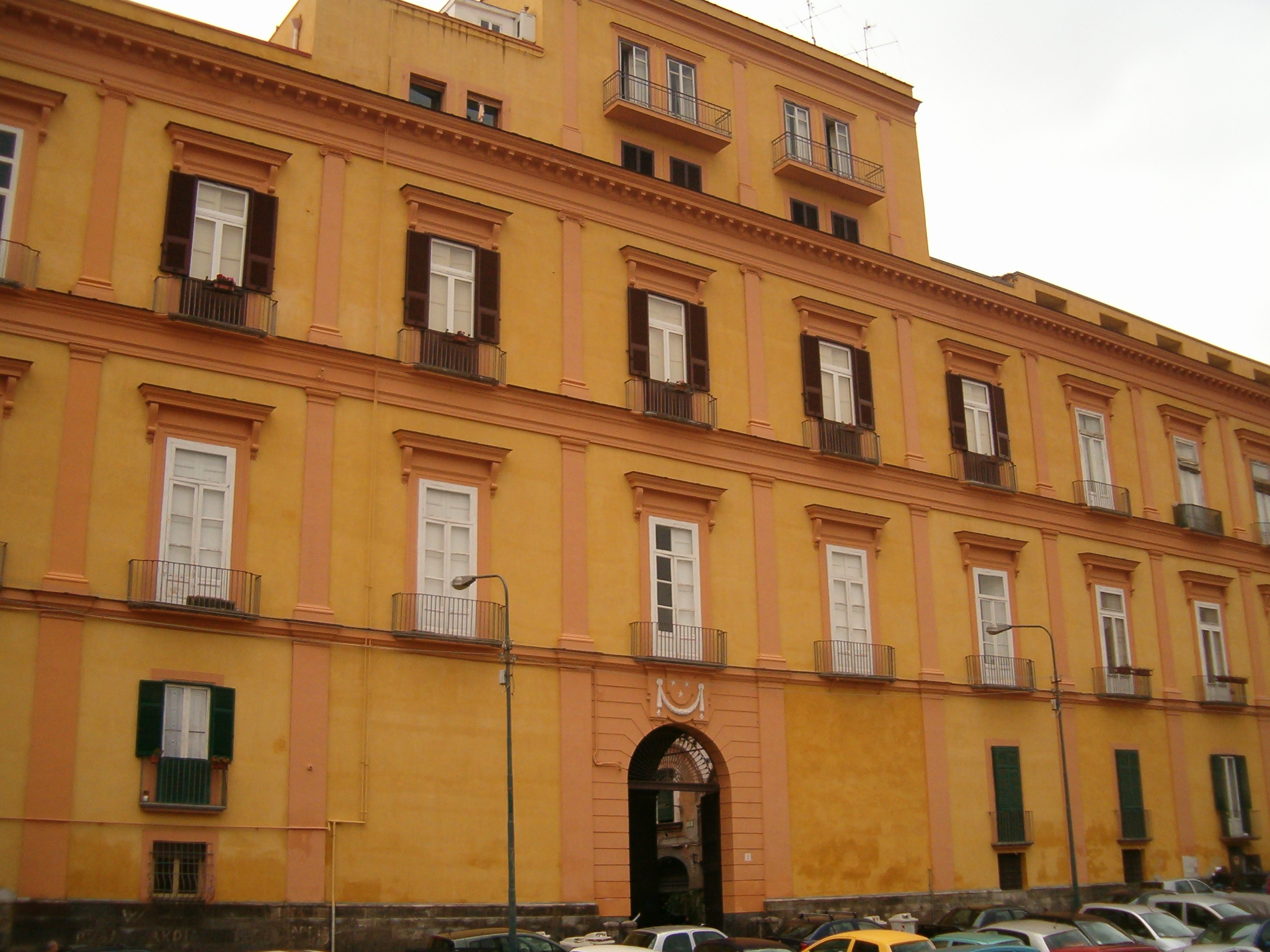
Palazzo Spinelli di Tarsia, sede definitiva dell'Istituto nel corso dell'Ottocento

Il Reale Istituto d'Incoraggiamento di Napoli è stata un'affiliazione scientifica ottocentesca, sorta nel Regno di Napoli durante la dominazione napoleonica d'inizio secolo.
La sua attività, con diverse denominazioni, si prolungò fino ai primi decenni del Novecento, e si esaurì negli anni trenta, probabilmente nel 1937, in quella che nel corso dell'Ottocento ne era divenuta la sede definitiva, Palazzo Spinelli in piazzetta Tarsia.
Una sua eredità può essere considerata l'Università Parthenope, sorta a seguito di trasformazione del Regio Istituto Superiore Navale (poi Istituto Universitario Navale), la cui nascita fu promossa dall'Istituto d'Incoraggiamento.

## Fondazione e scopi
L'istituto fu fondato a Napoli nel 1806, durante il decennio francese, per impulso di Giuseppe Bonaparte, nello stesso anno in cui fu sancita l'eversione della feudalità.
Il nome fu inizialmente Regal Società d'Incoraggiamento alle Scienze Naturali ma, nello stesso periodo, fu conosciuta anche come Società d'Incoraggiamento per le Scienze e le Arti Utili.
L'istituzione nasceva con due propositi piuttosto dissimili tra loro:
da un lato, raccogliere l'eredità di una settecentesca e defunta istituzione accademica, la Reale Accademia delle Scienze e Belle-Lettere di Napoli, che aveva esaurito la sua breve stagione negli anni dal 1780 al 1788;
dall'altro, la fondazione si proponeva, per mano dello stato, di promuovere e indirizzare gli studi teorici verso innovazioni ritenute utili dalla società.

## Pubblicazioni
L'Istituto aveva una propria pubblicazione istituzionale, edita periodicamente con il nome di "Atti". A essa, negli anni 1888-1893, si affiancò l'emissione di un "Rendiconto". Il nome delle due pubblicazioni, "Atti" e "Rendiconto", era accompagnato dalle diverse denominazioni assunte nel tempo.
L'ultimo blocco di pubblicazioni, sotto il nome di Atti del Reale Istituto d'Incoraggiamento di Napoli, copre il periodo dal 1888 al 1937
Il 1937 deve essere quindi considerata anche la data di cessazione delle pubblicazioni, dopo la quale la vita stessa dell'istituzione deve considerarsi estinta.

## Denominazione e omonimie
A soli due anni dalla fondazione, il nome iniziale (Regal Società d'Incoraggiamento alle Scienze Naturali) mutò in Istituto Regale d'Incoraggiamento. Il cambiamento fu reso necessario dall'avvenuta creazione, in quello stesso anno, per impulso di Giuseppe Bonaparte, della Società Nazionale di Scienze, Lettere e Arti in Napoli, affiliazione con la quale, pertanto, l'Istituto di incoraggiamento non deve essere confuso.
La denominazione Istituto Regale d'Incoraggiamento fu adottata con regio decreto dell'8 luglio 1808 Si trattava, questa, di una denominazione in breve, mentre il nome per esteso, sancito dal decreto, fu quello di Real Istituto d'Incoraggiamento alle Scienze Naturali di Napoli.
Denominazioni successive si possono dedurre dai titoli con cui venivano pubblicati gli "Atti". Tali titoli sono desumere dalle registrazioni presenti sul Catalogo Italiano dei Periodici (ACNP), accessibili anche online. Tali registrazioni attestano le seguenti variazioni nel tempo:
- R. Istituto d'Incoraggiamento alle Scienze Naturali di Napoli: 1811-1864.
- R. Istituto d'Incoraggiamento alle Scienze Naturali, Economiche e Tecnologiche di Napoli: 1864-1887.
- Reale Istituto d'Incoraggiamento di Napoli: 1888-1937.

## Attività di promozione degli studi

### Nascita del primoRegio Istituto Tecnicodi Napoli
Tra le attività promosse nella sede vi fu, nel 1862, a meno di due anni dall'annessione delle Due Sicilie al Regno di Sardegna, l'istituzione di un Regio Istituto Tecnico Giovanni Battista Della Porta, il primo a Napoli, con un corso di studi ispirato all'articolazione formativa delineata molti anni prima da Vincenzo Cuoco durante il decennio francese. La convivenza nel Palazzo Spinelli durò fino al 1896, quando le accresciute dimensioni della scuola ne decretarono il trasferimento nella sede di Via Foria 65.

### Regio Istituto Superiore Navale (ora Università Parthenope)
Nel 1919, l'Istituto d'Incoraggiamento si fece promotore presso il governo della nascita a Napoli di un centro superiore di cultura per il mare, istituito l'anno dopo con il nome di Regio Istituto Superiore Navale (R.D. 30 maggio 1920, n. 1157) e in seguito trasformato in università a pieno titolo (R.D. n. 1176 del 1930 e R.D. n. 1227 del 1931), oggi attiva con il nome di Università Parthenope.